# 王官之戰
王官之戰，春秋时期晋国和秦国的一场战役。

## 简述
前624年，秦穆公為報崤之戰之仇，親率大軍攻晉。大將孟明视在渡過黃河後把船燒掉，以表其決心，不勝則不班師回秦。不久，秦軍擊敗了晉軍的地方部隊，取王官，晉國人一看，連忙閉關守城，秦軍示威一番後，就回到昔日殽之战的战場，埋葬並祭祀在殽之战战死的將士的屍骨，隨即班師回秦。
這次戰役是秦、晉在秦穆公時期打的最後一埸仗，在此之後，秦國向西發展，晉國繼續與楚国對峙。